# Kurator (akademisk)
För andra betydelser av kurator, se Kurator
Kurator (även Qurator) är i akademiska sammanhang titeln för personer som leder en studentnation i Sverige och Finland.

## Historik

### Ämbetsmannatitel
I Preussen var kurator titeln på en person (någon hög ämbetsman), som å statens vägnar utövade överinseende på ett universitet. Vid Lunds universitet fanns från dess stiftelse (1666; det trädde i verksamhet först 1668) till 1676 två "kuratorer", som å kanslerns vägnar handhade den närmaste överstyrelsen. Ett försök att införa sådana vid Uppsala universitet avböjdes av universitetet.

### Studentnationer
Studentnationerna vid universiteten i Uppsala, Lund och Helsingfors leds sedan 1600-talet av en eller flera kuratorer. Förr kunde i Uppsala någon högättad nationsmedlem utnämnas till curator honorarius eller curator illustris (hederskurator).[källa behövs]

## Nutid
Studentnationernas kuratorer är ofta heltidsanställda och har uppgifter som påminner både om en föreningsordförandes och en verkställande sekreterares.

### Lund
I Lund har varje nation en kurator som kan biträdas av en eller flera prokuratorer. Nationernas kuratorer sammanträder i Kuratorskollegiet, nationernas samarbetsorgan där varje nation har en röst. I Lund väljer kuratorskollegiet fortfarande bemärkta personer till hederskuratorer. Huvudsakligen väljs sittande inspektorer som inte varit nationskuratorer till hederskuratorer. Den direkta anledningen är då att dessa skall kunna gå på festen Stora Kuratorskollegiet som hålls vart tredje år för alla gamla kuratorer. Det förekommer emellertid att även andra väljs till hederskuratorer; exempelvis valdes Hasse Alfredson till hederskurator i samband med Stora Kuratorskollegiet 2002. 

### Uppsala
I Uppsala har alla nationer en förste kurator (1Q), med ansvar för programverksamheten, och en andre kurator (2Q), med ansvar för ekonomi och fastighet. Förste och andre kuratorer från samtliga nationer utgör tillsammans Kuratorskonvent, som 1849 grundade Uppsala studentkår, och leds av Curator Curatorum ("kuratorernas kurator"). Många nationer har dessutom en tredje kurator (3Q) som oftast har ansvar för klubbverket. I de nationer där en anställd fackman sköter andre kurators traditionella uppgifter har denne övertagit tredje kurators uppgifter, vars ämbete därmed utgått.